# ماريان بوديمير
ماريان بوديمير هو لاعب كرة قدم كرواتي في مركز الدفاع، ولد في 19 أكتوبر 1980 في سبليت في كرواتيا. لعب مع إنتر زابرشيتش ونادي أودينيزي ونادي تساليه وهايدوك سبليت.

## وصلات خارجية
- ماريان بوديمير على موقع اتحاد كرواتيا (الكرواتية)
- ماريان بوديمير على موقع قاعدة بيانات كرة القدم.إي يو (الإنجليزية)
- ماريان بوديمير على موقع Soccerway.com (الإنجليزية)
- ماريان بوديمير على موقع عالم كرة القدم.نت (الإنجليزية)